# Esteban Pérez Santana
Esteban Pérez Santana (nacido en Estipac, Jalisco), más conocido como "El Poeta" Pérez y apodado así por su elegancia para cubrir la portería, fue un futbolista mexicano que jugaba en la posición de portero; de baja estatura pero de enormes facultades para cubrir la portería. En los años 1930s fue titular indiscutible del Nacional de Guadalajara en la era amateur, llegando a la Selección Jalisco y después con el profesionalismo llegaría al Club Deportivo Guadalajara.

## Biografía
Esteban nace en Estipac, pero desde los 6 años se muda al barrio de Mexicaltzingo se enrola en las filas de los albiverdes del Nacional. Fue en el año de 1934 cuando sucedió la tragedia del asesinato de Simón Cardenás "El Clavo" y su hermano "Concho" Cárdenas, por lo que el Nacional necesitaba cubrir la posición de portero para afrontar el campeonato 1934-1935 de la Liga Amateur de Jalisco, fue entonces que las miradas de los jerarcas de los Pericos se posaron en el diminuto portero del once juvenil.
Su debut se dio el 20 de enero de 1935 enfrentándose a los "Algodoneros" del Marte, desafío que ganarían los del Marte por marcador de dos goles a cero. Los nacionalistas no pudieron refrendar el título logrado la temporada pasada y perderían la corona ante el Club Guadalajara, pero se le siguió dando confianza a Pérez para la siguiente temporada.
Fue entonces que empezaron los llamados a la Selección Jalisco donde tuvo siempre como compañeros de portería a Ángel "Ranchero" Torres del Guadalajara y Federico "Potrillo" Villavicencio del Latino.
En el año de 1937, festejándose las fiestas "Centenarias" de la fundación de la ciudad de Cali, Colombia, la Federación Mexicana de Fútbol y el grupo encabezado por el General Núñez deciden enviar a la Selección Jalisco como representativo de México a la justa, competencia donde "El Poeta" se haría de la completa titularidad.
Participó con la Selección Jalisco de 1940 a 1943 en la Liga Amateur del Distrito Federal, y en 1943 al profesionalizarse el fútbol mexicano pasa a formar parte de las filas del Club Deportivo Guadalajara, donde empezó a recibir un sueldo de $250 pesos.
Su debut profesional fue el domingo 20 de junio de 1943 en la parcela de las Colonias donde el Guadalajara hacia de local, fue un encuentro de Copa México contra el Club de Fútbol Asturias, al final el Guadalajara se alzó con la victoria por marcador de 3-1 con goles de los hermanos Fausto y Max Prieto. Debido al poco sueldo que recibía, en ese entonces Estebán también llevaba otro trabajo en el Banco de México.
Con el paso de los años, llegó Jorge Orth como entrenador al Guadalajara y para dar oportunidad a los jugadores jóvenes de las ligas locales y de interzonas, le dio el lugar de portero titular a Antonio "Cantinflas" Aguilera, dejando también en la banca a Salvador Mota que al poco tiempo se integró con el Atlante. El retiro era inminente y llegaría en un encuentro ante los "Cerveceros" del Moctezuma de Orizaba, encuentro que terminó con una amarga derrota y el fin de la carrera como jugador del Poeta, después de esto Esteban recibiría la oportunidad de dirigir en pocos encuentros después de la salida de algún técnico, pero el retiro oficial llegó en la temporada 1949-50.
A su retiro se dedicó a otras actividades alejándose totalmente de lo deportivo, invirtiendo tiempo también en su familia, acompañado por su esposa María de la Luz Venegas y sus hijos Alfonso, José Antonio, Juan Carlos, Esteban, Javier, Armando, Luz María, Gabriela, Elsa y Susana, de los cuales dos se dedicaron a jugar fútbol profesionalmente, José Antonio jugó para el Nacional, Atlas y Toluca mientras que Juan Carlos para el Atlas y Jalisco.
- Datos: Q5849134